# Behandlungsvertrag
Der Behandlungsvertrag ist ein zivilrechtlicher Vertrag zwischen dem Behandelnden und dem Patienten über die entgeltliche Durchführung einer medizinischen Behandlung. Der Behandlungsvertrag ist in Deutschland seit 2013 in den §§ 630a ff Bürgerliches Gesetzbuch gesetzlich definiert und ist ein besonderer Typ des Dienstvertrags.

## Parteien des Behandlungsvertrags
Parteien des Behandlungsvertrages sind auf der einen Seite derjenige, der die medizinische Behandlung eines Patienten zusagt (Behandelnder), und auf der anderen Seite derjenige, der sich verpflichtet, dafür eine Vergütung zu gewähren (Patient). Soweit ein Dritter, zum Beispiel die Krankenkasse die Behandlung bezahlen muss, wird diese gleichwohl nicht Partei des Behandlungsvertrags.
Neben den Ärzten oder Zahnärzten, den Psychologischen Psychotherapeuten sowie den Kinder- und Jugendlichenpsychotherapeuten können auch Angehörige anderer Heilberufe als Behandelnde einen Behandlungsvertrag gemäß § 630a BGB schließen, wie Heilpraktiker, Hebammen, Physiotherapeuten, Masseure, medizinische Bademeister, Ergotherapeuten, Logopäden und andere, nicht dagegen Tierärzte, weil diese keine humanmedizinische Behandlung durchführen, ebenso wenig Optiker und Hörgeräteakustiker.
Apotheker sind zur Durchführung von Grippeschutzimpfungen und Schutzimpfungen gegen das Coronavirus SARS-CoV-2 berechtigt, wenn sie Schulungsvoraussetzungen nachweisen.
Da der die Behandlung Zusagende die Behandlung nicht zwingend selbst durchführen muss, kann auch eine Institution, die Angehörige eines Heilberufes beschäftigt, einen Behandlungsvertrag schließen, zum Beispiel ein Krankenhausträger oder eine Praxisgemeinschaft, die eine juristische Person ist.
Bei geschäftsunfähigen Patienten sind es die gesetzlichen oder gewillkürten Vertreter, wie Bevollmächtigte im Rahmen einer auf medizinische Fragen bezogenen Vorsorgevollmacht, die den Vertrag schließen. Sie werden dadurch aber nicht zur Vertragspartei (vgl. § 164 BGB).
Der Behandlungsvertrag ist nicht formbedürftig.

## Hauptleistungspflichten
Der Behandlungsvertrag verpflichtet den Behandelnden, eine ordnungsgemäße Behandlung unter Beachtung der jeweils geltenden allgemein anerkannten fachlichen Standards selbst durchzuführen oder durch andere durchführen zu lassen, soweit nicht etwas anderes vereinbart ist, § 630a Abs. 2 BGB. Eine Delegation der Behandlung ist grundsätzlich möglich, die besonderen sozialrechtlichen (z. B. § 15 Abs. 1 SGB V) oder berufsrechtlichen Regeln zur Delegation bleiben aber unberührt.
Eine Behandlung umfasst die Diagnostik und bei einer entsprechenden Indikation eine Therapie. Der Behandelnde schuldet keinen Behandlungserfolg, also nicht die Heilung, sondern lediglich eine fachgerechte Vornahme der Behandlung. Die Behandlung kann auch kosmetischen Zwecken dienen, etwa bei einer Schönheitsoperation. Bei den ebenfalls von dem Begriff des Behandelnden umfassten nichtärztlichen Gesundheitsberufen kann es teilweise mangels entsprechender wissenschaftlich definierter Standards schwierig sein, die Ordnungsmäßigkeit einer Leistung zu definieren.

### Behandlungspflicht
Die Zulassung zur vertragsärztlichen Versorgung bewirkt, dass der Vertragsarzt Mitglied der für seinen Kassenarztsitz zuständigen Kassenärztlichen Vereinigung wird und zur Teilnahme an der vertragsärztlichen Versorgung im Umfang seines aus der Zulassung folgenden Versorgungsauftrages berechtigt und verpflichtet ist (§ 95 Abs. 3 Satz 1 SGB V). Insoweit sind Vertragsärzte zur Behandlung gesetzlich krankenversicherter Patienten verpflichtet. Leistungen, die nach der Entscheidung des Gemeinsamen Bundesausschusses in den Richtlinien nach § 92 SGB V von der Leistungspflicht der gesetzlichen Krankenversicherung ausgeschlossen wurden, können nur im Rahmen einer Privatbehandlung erbracht werden, über die mit dem Versicherten vor Beginn der Behandlung ein schriftlicher Behandlungsvertrag abgeschlossen werden muss (§ 3 des Bundesmantelvertrags) bzw. soll (§ 8 VII Bundesmantelvertrag-Zahnärzte (BMV-Z)).
Die Behandlungspflicht kann in Ausnahmefällen jedoch durchbrochen werden, beispielsweise:
- keine Vorlage der elektronischen Gesundheitskarte (eGK). (§ 15 SGB V)
- Fehlendes Vertrauensverhältnis
- Überlastung des Arztes
- Nichtbefolgung ärztlicher Anordnungen[11]
- Begehren von Leistungen, die über eine ausreichende, zweckmäßige, wirtschaftliche und notwendige Behandlung hinausgehen (§ 12 SGB V)
- Unzumutbarkeit der Übernahme einer Behandlung
  - der Patient den Arzt drangsaliert, durch ständige ungerechtfertigte Beschwerden, dauernde nächtliche Anrufe oder Forderungen nach unnötigen Hausbesuchen oder beleidigt[11]
  - Ausfall des Arztes durch eine Erkrankung
  - Einleitung eines Gerichtsverfahrens gegen den Arzt
- vom Arzt eine Facharztbehandlung fordert, für die er keine Zulassung oder Qualifikation besitzt (Facharztstandard, Facharztvorbehalt)[11]
- von seinem Arzt eine standes-, rechts- oder sittenwidrige Tätigkeit verlangt (z. B. seine eigene Tötung),[11]
  - Berechnung nicht durchgeführter Leistungen zu Lasten der Krankenkasse verlangt, mit tatsächlicher Durchführung anderer, nicht erstattungsfähiger Behandlungen.[11]
  - Forderung der Ausstellung eines falschen Attestes
  - Begehren von Wunschrezepten
  - Begehren von nichtindizierten Behandlungen[12]
  - Begehren einer unbegründeten Krankschreibung

In Notfällen folgt die Behandlungspflicht aus den Berufsordnungen und gegebenenfalls aus dem § 323c StGB (Unterlassene Hilfeleistung).
Die Behandlungspflicht des Arztes wird durch das Selbstbestimmungsrecht des Patienten begrenzt. Dies bedeutet, dass der Arzt nicht verpflichtet ist, eine Behandlung durchzuführen, in die der Patient nicht einwilligt.

### Vergütungspflicht
Grundsätzlich schuldet der Patient die Zahlung der vereinbarten Vergütung. Das gilt jedoch nicht, wenn und soweit ein Dritter zur Zahlung verpflichtet ist. Bei gesetzlich Versicherten ist dies die Krankenkasse, in der ca. 90 % der Patienten in Deutschland krankenversichert sind. Bei gesetzlich Krankenversicherten hat der behandelnde Arzt, der Mitglied der Kassenärztlichen Vereinigung ist, regelmäßig nach § 85 Absatz 4 Satz 1 und 2 SGB V einen öffentlich-rechtlichen Vergütungsanspruch gegen die kassenärztliche Vereinigung. Die Vergütung für Leistungen, die nicht zum Leistungskatalog der gesetzlichen Krankenversicherung zählen oder deren Kosten nicht vollständig übernommen werden, kann der Behandelnde von dem gesetzlich krankenversicherten Patient direkt verlangen, beispielsweise Eigenanteile bei IGeL oder bei zahnärztlichen Behandlungen beim Zahnersatz, Mehrleistungsvergütungen bei Zahnfüllungen, Zahnimplantate. Nach § 630c Abs. 3 Satz 1 BGB muss der Arzt in diesem Fall über die voraussichtlichen Kosten in Textform informieren. Auch wenn der Arzt keine Kassenzulassung hat, muss er den Patienten darüber in Kenntnis setzen.
Privatpatienten schulden die Behandlungskosten in der Regel selbst und erhalten nach der Behandlung eine Privatliquidation. Sie haben gegen ihre private Krankenversicherung oder als Beamte auch gegen die Beihilfestelle einen Erstattungsanspruch im vereinbarten Umfang für medizinisch notwendige Heilbehandlung (§ 192 des Versicherungsvertragsgesetzes, VVG). Sofern sie gesetzlich versichert sind, können sie nach entsprechender Wahl einen Anspruch im Rahmen der gesetzlichen oder erweiterten Kostenerstattung haben.
Für Ärzte und Zahnärzte ist die Höhe der Vergütung bindend nach der amtlichen Gebührenordnung für Ärzte (GOÄ) bzw. der amtlichen Gebührenordnung für Zahnärzte (GOZ) zu bemessen. Vereinbarungen über eine abweichende Höhe der Vergütung müssen nach den Vorschriften dieser Gebührenordnungen getroffen werden. Nicht in der Gebührenordnung enthaltene Leistungen werden als Analogleistungen gemäß § 6 Abs. 1 GOZ bzw. § 6 Abs. 1 GOÄ berechnet.
Ist die Höhe der Vergütung nicht ausdrücklich vereinbart, so bestimmt sie sich, soweit vorhanden, nach den berufsspezifischen Gebührenordnungen, sonst ist die übliche Vergütung zu zahlen (§ 630b, § 612 Abs. 2 BGB).
Die Vergütung wird, wenn nichts Abweichendes vereinbart worden ist, nach der Behandlungsleistung fällig (§ 614 BGB), bei ärztlichen und zahnärztlichen Leistungen in der Regel jedoch erst dann, wenn dem Zahlungspflichtigen eine der einschlägigen Gebührenordnung entsprechende Rechnung erteilt worden ist (§ 12 Abs. 1 Gebührenordnung für Ärzte (GOÄ) bzw. § 10 Abs. 1 Gebührenordnung für Zahnärzte (GOZ)).

## Weitere Pflichten

### Mitwirkung der Vertragsparteien
Patienten und Behandelnde haben nach § 630c BGB zur Durchführung der Behandlung im Rahmen des Behandlungsvertrages einvernehmlich zusammenzuwirken.
Die Patienten haben die für die Behandlung bedeutsamen Umstände aus ihrer Sphäre zeitnah offenzulegen und dem Behandelnden auf diese Weise ein Bild von ihrer Person und ihrer körperlichen Verfassung zu vermitteln. Sie haben die ärztlichen Anweisungen im Sinne einer Therapietreue zu befolgen (Compliance oder Adhärenz) und soweit erforderlich an der Behandlung mitzuwirken.
Verstößt ein Patient gegen diese Pflichten, kann ihn nach § 254 BGB im Schadensfall ein Mitverschulden zu seinen Lasten treffen.

### Informationspflichten des Behandelnden
Der Behandelnde muss den Patienten über bestimmte Sachverhalte informieren. Die Informationspflichten bestehen nicht, wenn die Behandlung unaufschiebbar ist (z. B. bei Unfällen) oder wenn der Patient ausdrücklich deutlich, klar und unmissverständlich auf die Information verzichtet, § 630c Abs. 4 BGB, oder wenn wichtige therapeutische Gründe dagegen sprechen, etwa wenn der Patient infolge der Information sein Leben oder seine Gesundheit gefährden könnte.

#### Information über die für die Behandlung wesentlichen Umstände
Der Behandelnde hat dem Patienten nach § 630c Abs. 2 Satz 1 BGB in einer für ihn verständlichen Weise sämtliche für die Behandlung wichtigen Umstände grundsätzlich schon vor deren Beginn zu erklären. Das betrifft insbesondere die Diagnose, die voraussichtliche gesundheitliche Entwicklung, die Therapie und die zur und nach der Therapie zu ergreifenden Maßnahmen. Dem Patienten soll erläutert werden, wie er sich therapiegerecht verhalten sollte. Er ist auf Unverträglichkeitsrisiken, auf eine möglicherweise nicht sichere Wirkung des Eingriffs oder auf eine ärztlicherseits anzuratende Änderung der Lebensführung hinzuweisen. Die Information soll dem Patienten ein gesundheitsförderndes Verhalten ermöglichen (etwa körperliche Schonung nach einer Operation) und ihn auch vor den Folgen ungesunden Verhaltens warnen. Hierzu gehört beispielsweise der Warnhinweis, nach der Verabreichung von reaktionszeit- und konzentrationsmindernden Medikamenten (z. B. Narkose oder Lokalanästhesie) kein Kraftfahrzeug zu führen oder keine Maschinen zu bedienen.
Inhaltlich sind die in § 630c Abs. 2 Satz 1 BGB genannten Informationspflichten mit den von der Rechtsprechung entwickelten und als „therapeutische Aufklärung“ bzw. als „Sicherungsaufklärung“ bezeichneten Grundsätzen identisch.
Die Informationspflichten sind zu unterscheiden von den auf die konkrete Behandlung bezogenen Aufklärungspflichten des § 630e BGB, welche die Eingriffs- und Risikoaufklärung, auch Selbstbestimmungsaufklärung genannt, betreffen.
Die Verletzung der Informationspflicht ist ein Behandlungsfehler, der zu einer Schadensersatzpflicht des Behandelnden führen kann. Die Beweislast trifft aber den Patienten, wenn es sich nicht um einen groben Behandlungsfehler handelt. Eine unzureichende Erfüllung der Informationspflicht berührt nicht die Wirksamkeit der Einwilligung (anders aber die Verletzung von Aufklärungspflichten vor konkreten Maßnahmen, s. u.).

#### Information über Behandlungsfehler
Zur Abwendung von Gefahren, die aus einem Behandlungsfehler resultieren können, oder auf ausdrückliche Nachfrage des Patienten muss der Behandelnde den Patienten über erkennbare Behandlungsfehler informieren. Dieses mit der Patienteninformation verbundene „Eingeständnis“ darf jedoch zu Beweiszwecken in einem gegen den Behandelnden oder gegen seinen Angehörigen geführten Straf- oder Bußgeldverfahren wegen des nemo-tenetur-Grundsatzes nicht ohne Zustimmung des Behandelnden verwendet werden. Diese Einschränkung gilt nicht für die Verwendung bei der Geltendmachung zivilrechtlicher Schadensersatzansprüche gegen den Behandelnden.
Ist die Information nicht zur Abwendung weiterer gesundheitlicher Gefahren erforderlich, muss der Behandelnde unaufgefordert keine Behandlungsfehler offenbaren.

#### Information über finanzielle Folgen der Behandlung
Der Behandelnde muss den Patienten in Textform über eventuelle Behandlungskosten und ihre voraussichtliche Höhe aufklären, wenn er weiß, dass die Behandlungskosten durch einen Dritten, in der Regel den Krankenversicherer, nicht oder nicht vollständig übernommen oder erstattet werden. Gleiches gilt, wenn sich aus den Umständen hinreichende Anhaltspunkte dafür ergeben, dass eine vollständige Übernahme der Behandlungskosten durch einen Dritten nicht gesichert ist. Der Behandelnde wird nicht verpflichtet, über ihm nicht bekannte Tarifinhalte etwa einer privaten Krankenversicherung des Patienten zu informieren oder ihn wirtschaftlich oder juristisch zu beraten.
Bei einem pflichtwidrigen Verstoß gegen die Informationspflicht kann der Patient die Kostenforderung wegen eines entgegenstehenden Schadensersatzanspruches zurückweisen, wenn er die Leistung bei richtiger Information nicht in Anspruch genommen hätte.

### Einholung der Einwilligung
Der Behandelnde muss nach § 630d BGB vor der Durchführung einer medizinischen Maßnahme, vor allem bei einem Eingriff in den Körper oder die Gesundheit des Patienten, aber auch bei sonstigen therapeutischen oder diagnostischen Maßnahmen im Rahmen der Behandlung, den Patienten ausdrücklich und unmissverständlich fragen, ob er in die Maßnahme einwilligt. Mit einer Behandlung ohne die eingeholte Einwilligung verletzt der Behandelnde seine Pflicht aus dem Behandlungsvertrag. Außerdem ist eine eventuelle mit der Behandlung notwendig verbundene den Körper verletzende Handlung (Körperverletzung) nicht gerechtfertigt.
Der Einholung der Einwilligung muss die verständliche, ordnungsgemäße Aufklärung des Patienten vorangehen, damit der Patient in der Lage ist, eine eigenverantwortliche und selbstbestimmte Entscheidung zu treffen. Nur nach einer Aufklärung ist die Einwilligung wirksam. Im Einzelfall ist daher zu prüfen, ob der Patient nach seinem Einsichtsvermögen und seiner Urteilskraft in der Lage ist, die Aufklärung zu verstehen und auf dieser Grundlage eine eigenverantwortliche Entscheidung über die Durchführung der Behandlung zu treffen.
Der Patient kann seine Einwilligung jederzeit widerrufen.
Ist der Patient in der aktuellen Situation nicht fähig, selbst in die Behandlung einzuwilligen, weil er keinen natürlichen Willen zum Ausdruck bringen kann, muss der Behandelnde die Einwilligung der sorgeberechtigten Eltern, eines Vormundes, Ergänzungspflegers, Betreuers oder Bevollmächtigten mit dem Aufgabenkreis der Gesundheitssorge einholen, soweit nicht eine Patientenverfügung die Maßnahme gestattet oder untersagt.
Eine Patientenverfügung, die eine Einwilligung in eine ärztliche Maßnahme enthält, ist nur mit vorangegangener ärztlicher Aufklärung oder bei erklärtem Aufklärungsverzicht wirksam. Enthält eine Patientenverfügung keinen ausdrücklich erklärten Verzicht auf eine ärztliche Aufklärung, ist die Patientenverfügung in diesen Fällen nur als Indiz für den mutmaßlichen Willen zu werten. Es bedarf dann immer einer Entscheidung des Betreuers oder des Bevollmächtigten über die Zulässigkeit des ärztlichen Eingriffs. Bei Uneinigkeit über die Auslegung des Patientenwillens durch Betreuer oder Bevollmächtigten einerseits und Arzt andererseits muss das Betreuungsgericht entscheiden (§ 1904 Abs. 4 BGB).
Kann eine Einwilligung für eine unaufschiebbare Maßnahme nicht rechtzeitig eingeholt werden, darf sie ohne Einwilligung durchgeführt werden, wenn sie dem mutmaßlichen Willen des Patienten entspricht.

### Aufklärungspflicht des Behandelnden
Der Behandelnde ist nach § 630e BGB verpflichtet, den Patienten über sämtliche für die Einwilligung wesentlichen Umstände aufzuklären, insbesondere über Art, Umfang, Durchführung, zu erwartende Folgen und spezifische Risiken der Maßnahme, die Notwendigkeit, Dringlichkeit und Eignung der Maßnahme zur Diagnose oder zur Therapie und über die Erfolgsaussichten der Maßnahme im Hinblick auf die Diagnose oder Therapie (sogenannte Eingriffs- und Risikoaufklärung oder Selbstbestimmungsaufklärung).
Können mehrere medizinisch gleichermaßen indizierte und übliche Methoden zu wesentlich unterschiedlichen Belastungen, Risiken oder Heilungschancen führen, ist auch über bestehende Alternativen zur Maßnahme aufzuklären. Eine Alternative wäre mitunter auch der Verzicht auf eine Behandlung.
Sinn und Zweck der Aufklärung ist, dem Patienten die Schwere und Tragweite eines etwaigen Eingriffs zu verdeutlichen, so dass er eine ausreichende Entscheidungsgrundlage hat, selbstbestimmt zu entscheiden, ob er in eine medizinische Maßnahme einwilligt.
Die Aufklärung
- hat mündlich zu erfolgen, damit der Patient die Möglichkeit hat, dem Behandelnden Rückfragen zu stellen,
- muss rechtzeitig vor dem Beginn der beabsichtigten Maßnahme erfolgen, damit der Patient Zeit hat, die für und gegen die Maßnahme sprechenden Gründe abzuwägen, und
- muss für den jeweiligen Patienten verständlich sein.

Die Aufklärung ist aus den gleichen Gründen ausnahmsweise entbehrlich wie bei der Erfüllung von Informationspflichten.
Ist der Patient einwilligungsunfähig und ist an seiner Stelle eine andere Person zur Einwilligung berechtigt, ist diese Person aufzuklären. Dem Patienten sind trotzdem die wesentlichen Umstände entsprechend seinem Verständnis zu erläutern, soweit er aufgrund seines Entwicklungsstandes und seiner Verständnismöglichkeiten in der Lage ist, die Erläuterung aufzunehmen, und soweit dies seinem Wohl nicht zuwiderläuft.

### Führung und Einsicht in die Patientenakte
Nach § 630f BGB hat der Behandelnde die Behandlung in einer Patientenakte zu dokumentieren. § 630g BGB gewährt dem Patienten ein Recht auf Einsicht in diese Akte, es sei denn, erhebliche therapeutische Gründe oder erhebliche Rechte Dritter stehen der Einsicht entgegen.
Bei einer Dokumentationspflichtverletzung wird gem. § 630h Abs. 3 BGB vermutet, dass der Behandelnde die fragliche Maßnahme nicht getroffen hat.
Patientenakten sind in der Regel für die Dauer von zehn Jahren nach Abschluss der Behandlung oder Aufgabe der Praxis aufzubewahren, Aufzeichnungen über Röntgenbehandlungen sind 30 Jahre lang nach der letzten Behandlung aufzubewahren (§ 28 Abs. 2 Satz 1 RöV, § 85 StrlSchV).

## Beweislast bei Haftung für Behandlungs- und Aufklärungsfehler
Die Beweislast bei der Haftung für Behandlungs- und Aufklärungsfehler regelt § 630h BGB.

## Werkvertragliche Bestandteile
Soweit eine Behandlung auch technische Bestandteile enthält, zum Beispiel die Anfertigung von Zahnprothesen, kann für diese Anteile das Gewährleistungsrecht des Werkvertrags gelten. Die sonstigen bei der Anfertigung von Zahnersatz erforderlichen Tätigkeiten sind jedoch typische zahnärztliche Tätigkeiten auf der Grundlage medizinisch-wissenschaftlicher Erkenntnisse, die dem Dienstvertragsrecht zuzuordnen sind, so dass insoweit keine Gewährleistungsansprüche bestehen.

## Kündigung des Behandlungsvertrags
Eine Kündigung des Behandlungsvertrages ist durch die Kündigungsregelungen der §§ 626 ff. BGB möglich. Ein Behandlungsvertrag wird in der Regel mündlich (oder konkludent, d. h. durch sogenanntes „schlüssiges Handeln“) geschlossen und kann auch mündlich (oder konkludent) gekündigt werden. Unter schlüssigem Handeln versteht man in diesem Fall, dass der Patient sich einer Behandlung unterzieht, also ein Verhalten vorliegt, aus dem sich die Bereitschaft des Patienten, sich einer Behandlung zu unterziehen, für den Arzt eindeutig ergibt. Der Wille des Erklärenden wird beim schlüssigen Handeln also nicht unmittelbar ausgedrückt. Bei der Kündigung erfolgt dies meist seitens des Patienten durch eine Nichtinanspruchnahme weiterer (zahn-)ärztlicher Leistungen. Entscheidend ist bei einer sofortigen (fristlosen) Beendigung, ob ein wichtiger Grund vorliegt.

### Kündigung einer Privatbehandlung
Die Kündigung durch einen privat versicherten Patienten oder bei Erbringung privat(zahn-)ärztlicher Leistungen bei gesetzlich Versicherten kann gemäß § 627 Abs. 1 BGB jederzeit ohne wichtigen Grund erfolgen.

### Kündigung einer vertragsärztlichen Behandlung
Der gesetzlich versicherte Patient soll den an der vertrags(zahn)ärztlichen Versorgung teilnehmenden Arzt bzw. Zahnarzt gemäß § 626 BGB in Verbindung mit § 76 Abs. 3 Satz 1 SGB V innerhalb eines Kalendervierteljahres nur bei Vorliegen eines wichtigen Grundes wechseln.

#### Hausarztzentrierte Versorgung
Teilnehmer an der hausarztzentrierten Versorgung verpflichten sich schriftlich gegenüber ihrer Krankenkasse. Die Versicherten können die Teilnahmeerklärung nach § 73b Abs. 3 Satz 3 SGB V innerhalb von zwei Wochen nach ihrer Abgabe in Textform oder zur Niederschrift bei der Krankenkasse ohne Angabe von Gründen widerrufen.

### Kündigung durch Arzt/Zahnarzt
Will der Arzt, der Zahnarzt oder ein sonstiger Behandelnder kündigen, muss er die Kündigungsregelung des § 627 BGB beachten. Hiernach darf der Arzt nur in der Art kündigen, dass sich der Patient die Dienste (Behandlung) anderweitig beschaffen kann, es sei denn, dass ein wichtiger Grund für die sofortige Kündigung vorliegt. Kündigt er ohne solchen Grund zur Unzeit, so hat er dem Patienten den daraus entstehenden Schaden zu ersetzen. Eine Kündigung ist deshalb unzulässig, wenn der Patient dringender ärztlicher Hilfe bedarf und auf den behandelnden Arzt angewiesen ist, ein Abbruch einer Behandlung schädlich für den Patienten wäre oder wenn er die Behandlungspflicht, die sich aus dem Sicherstellungsauftrag ergibt, nicht erfüllt. Der Arzt/Zahnarzt darf nicht willkürlich eine Behandlung ablehnen, beispielsweise darf er nicht eine Behandlung von einer außervertraglichen Leistung (oder bei den Ärzten: IGEL-Leistung) abhängig machen. Darüber hinaus besteht beispielsweise für Zahnärzte die Gefahr, dass diese im Falle einer Kündigung ihr Recht auf Nachbesserung einer eventuell mangelhaften Prothetik verwirken. Beispiele für zulässige Kündigungen:
- Meinungsverschiedenheit bezüglich der Medikation (AG Karlsruhe, Urteil v. 25. März 1998 – 9 C 251/97),
- Beschimpfungen, Bedrohungen und Beleidigungen (OLG München, Beschluss v. 25. September 2007 – 1 U 3395/07),
- dauernde nächtliche Störungen, Belästigungen,
- Unstimmigkeiten bei der Terminabsprache bzw. Termineinhaltung (AG Karlsruhe, Urteil v. 25. März 1998 – 9 C 251/97),
- Rechtsstreit des Patienten gegen den Arzt, z. B. im Rahmen eines Arzthaftungsprozesses.

### Vergütungsanspruch bei Kündigung
Der Bundesgerichtshof hat bestätigt, dass der Vergütungsanspruch eines Arztes oder Zahnarztes nur entfällt, wenn die erbrachte Leistung für den Patienten nutzlos geworden ist. Zudem muss der Arzt oder Zahnarzt schuldhaft vertragswidrig gehandelt haben. Dafür ist nicht erforderlich, dass ein schwerwiegendes Fehlverhalten oder ein wichtiger Grund vorliegen. Jedoch reicht ein geringfügiges vertragswidriges Verhalten nicht aus.